# Фратали л'Инкота (Пескара)
Фратали л'Инкота (итал. Frattali l'Incotta) је насеље у Италији у округу Пескара, региону Абруцо.
Према процени из 2011. у насељу је живело 15 становника. Насеље се налази на надморској висини од 236 м.